# Mulota Patou Kabangu
Mulota Patou Kabangu (Mbuji-Mayi, 31 december 1985) is een Congolese voetballer.

## Carrière
Patou Kabangu werd geboren in Mbuji-Mayi en maakte zijn debuut bij de plaatselijke voetbalclub SM Sanga Balende. In 2007 verhuisde de snelle rechtsbuiten naar de Congolese topclub TP Mazembe. Kabangu werd met zijn dribbels en neus voor doelpunten in geen tijd een van de uitblinkers van het elftal. De club veroverde in 2009 de landstitel. In 2010 won TP Mazembe ook de CAF Champions League, waardoor het rechtstreeks geplaatst was voor het WK voor clubs. Op dat WK scoorde Kabangu in de halve finale tegen het Braziliaanse Internacional een fraai doelpunt.
TP Mazembe sloot nadien met RSC Anderlecht een samenwerkingscontract af. Toen Mazembe vervolgens voor een stage naar het opleidingscentrum van Anderlecht afzakte, raakte het bestuur van paars-wit onder de indruk van Kabangu. Anderlecht had hem ook al aan het werk gezien op het WK voor clubs en bood hem een contract aan. Moïse Katumbi Chapwe, voorzitter van de club, beschouwde Kabangu als een zoon en liet hem pijn in het hart naar Europa vertrekken. Wat later trok ook ploeggenoot Mbenza Bedi naar Anderlecht. Kabangu en Bedi werden bij Anderlecht verenigd met hun landgenoot Dieumerci Mbokani.
Kabangu mocht op 21 januari 2012 debuteren in de Belgische competitie. Trainer Ariël Jacobs liet hem toen tegen KV Kortrijk in de toegevoegde tijd invallen voor Matías Suárez. Hij keerde in de zomer van 2012 terug bij Mazembe. In juni 2013 ging hij naar Al-Ahli SC uit Doha in Qatar. Die club verliet hij begin 2016. In februari 2017 maakte hij zijn rentree bij TP Mazembe in een vriendschappelijke wedstrijd.

## Spelerscarrière
| seizoen   | club           | land           | competitie         | wed. | goals |
| --------- | -------------- | -------------- | ------------------ | ---- | ----- |
| 2007/2008 | TP Mazembe     | Congo-Kinshasa | Linafoot           | 16   | 5     |
| 2008/2009 | TP Mazembe     | Congo-Kinshasa | Linafoot           | 24   | 11    |
| 2009/2010 | TP Mazembe     | Congo-Kinshasa | Linafoot           | 31   | 14    |
| 2011/2012 | TP Mazembe     | Congo-Kinshasa | Linafoot           | 12   | 11    |
| 2011/2012 | RSC Anderlecht | België         | Jupiler Pro League | 12   | 3     |
| 2012/2013 | TP Mazembe     | Congo-Kinshasa | Linafoot           | 31   | 24    |
| 2013/2014 | Al Ahly        | Qatar          | Stars League       | 21   | 1     |
| 2014/2015 | Al Ahly        | Qatar          | Stars League       | 16   | 2     |
| 2015/2016 | Al Ahly        | Qatar          | Stars League       | 12   | 1     |
|           |                |                | Totaal             | 175  | 72    |

Laatst bijgewerkt op 31-05-2012.

## Palmares
| Nationaal            |    |            |
| Belgisch kampioen    | 1x | 2012       |
| Congolees kampioen   | 2x | 2007, 2009 |
| Internationaal       |    |            |
| CAF Champions League | 2x | 2009, 2010 |
| CAF Supercup         | 2x | 2010, 2011 |